# 刘冠东
刘冠东（1919年—2013年10月28日），圣名伯多禄，河北清苑人，原天主教易县教区正权主教，天主教中国大陆主教团主席（不被中国政府承认）。

## 生平
刘冠东出生于一个天主教家庭，自幼受洗。他于1935年开始修道，1939年起进入宣化教区若瑟总修院学习，1945年晋铎。中华人民共和国成立后，他因反对三自运动而于1955年被捕，两年后获释。然而1958年他又因为反对中国天主教爱国会而再度被捕，并被判处无期徒刑。其后他一直被关押，直至1980年改有期徒刑，次年获释。1982年，他接受易县教区正权主教周善夫祝圣成为助理主教。1986年周善夫主教荣休后，他就任为易县教区正权主教。1989年，他组织成立天主教中国大陆主教团并出任主席一职。此后被捕，被判处劳教三年，于1992年获释。1995年，因病辞去易县教区主教、中国大陆主教团主席职务。此后他虽因病丧失自理能力，但仍旧被当局软禁。1997年，在部分教友的帮助下他逃脱了当局的监控，转移至秘密地点，开始流亡生涯。在16年的隐密生活后，他于2013年10月去世。为避免当局干扰，他被安葬于秘密地点。